# Рівняння Кона — Шема
Рівняння Кона—Шема — стаціонарне рівняння Шредінгера для фіктивної системи "Кона-Шема" з квазічастинок без взаємодії, отримане в рамках теорії функціоналу густини з модельним ефективним потенціалом для одноелектронних функцій, які застосовуються як наближення при розв'язанні багатоелектронної задачі. 
Рівняння запропонували Вальтер Кон та Шем Луцзю у 1965 році.

## Рівняння Кона-Шема
Ці рівняння з одночастинковими орбіталями є задачею на власні значення і мають вигляд: 
{\displaystyle \left(-{\frac {\hbar ^{2}}{2m}}\nabla ^{2}+v_{KS}([n];\mathbf {r} )\right)\phi _{i}(\mathbf {r} )=\epsilon _{i}\phi _{i}(\mathbf {r} )}.
При цьому задача багатьох частинок в зовнішньому потенціалі з взаємною взаємодією зводиться до простішої задачі частинок-ферміонів, що не взаємодіють між собою, та рухаються в певному одночастинковому ефективному потенціалі Кона-Шема, котрий є функціоналом густини {\displaystyle n(\mathbf {r} )} частинок системи із взаємодією. При цьому, згідно з теоремами Гогенберга-Кона, система без взаємодії між частинками має таку ж саму густину, як і початкова система з багатьма частинками в основному стані, що взаємодіють між собою. Хвильова функція Кона-Шема має вигляд детермінанта Слейтера з одночастинкових хвильових функцій-орбіталей основного стану {\displaystyle \phi _{i}}, котрі також є функціоналами густини {\displaystyle n(\mathbf {r} )}. Точний вигляд потенціалу Кона-Шема невідомий, тому для його конструкції використовують різні наближення.

## Ефективний потенціал Кона-Шема
Ефективний потенціал Кона—Шема {\displaystyle v_{KS}([n];\mathbf {r} )} залежить від густини квазічастинок (електронів), яку розраховують за формулою: 
{\displaystyle n(\mathbf {r} )=\sum _{i}|\phi _{i}(\mathbf {r} )|^{2}}.
Вимогою до потенціалу Кона—Шема є самоузгодженість задачі — отримана густина повинна відповідати тій, на основі якої побудований ефективний потенціал. 
Традиційно потенціал Кона—Шема складають з зовнішнього потенціалу, потенціалу кулонівської взаємодії між ферміонами (потенціал Гартрі) і так званого одночастинкового обмінно-кореляційного потенціалу. В точних модельних наближеннях для цього обмінно-кореляційного потенціалу, як правило, ще виділяють обмінний потенціал {\displaystyle v_{x}} та залишається невідомим тільки потенціал кореляційної взаємодії між ферміонами.
{\displaystyle v_{KS}([n];\mathbf {r} )=v_{ext}(\mathbf {r} )+v_{ee}([n];\mathbf {r} )=v_{ext}(\mathbf {r} )+v_{Hartree}([n];\mathbf {r} )+v_{xc}([n];\mathbf {r} )=v_{ext}(\mathbf {r} )+v_{Hartree}([n];\mathbf {r} )+v_{x}([n];\mathbf {r} )+v_{c}([n];\mathbf {r} )}

## Наближення для потенціалу Кона-Шема
В фізиці дуже часто використовують наближення локальної густини (LDA) для {\displaystyle v_{xc}([n];\mathbf {r} )\approx v_{xc}^{\mathrm {LDA} }(\mathbf {r} )}, де 
{\displaystyle v_{xc}^{\mathrm {LDA} }(\mathbf {r} )={\frac {\delta E^{\mathrm {LDA} }}{\delta n(\mathbf {r} )}}=\epsilon _{xc}(n(\mathbf {r} ))+n(\mathbf {r} ){\frac {\partial \epsilon _{xc}(n(\mathbf {r} ))}{\partial n(\mathbf {r} )}}\ .}
Однак розроблено і багато інших, точніших наближень, котрі  добре себе зарекомендували в фізиці твердого тіла, в атомній фізиці та для розрахунків в квантовій хімії. Серед них узагальнене градієнтне наближення (GGA), метод оптимізованого потенціалу (OPM), так звані гібридні методи та інші.